# Liste der Bischöfe von Bosnien
Die lateinische Dioecesis Bosniensis wurde im 11. Jahrhundert über dem Tal des Vrbas (Vrhbosna) gegründet. 1246 verlegte Bischof Ponsa seinen Sitz nach Đakovo, (Kroatien). Die Bischöfe residierten abwechselnd in Vrhbosna und Đakovo; 1489 mit dem Einfall der Osmanen wurde der Bischofssitz endgültig nach Đakovo in Kroatien verlegt.
Die folgenden Personen waren Bischöfe des Bistums Bosnien (Bischofssitz ab 1246: Đakovo):
- um 1141 Vladislav
- um 1151 Milovan
- um 1171 Radogost
- ca. 1202 Dragonja
- ca. 1210 Bratoslav
- 1223–1233 Vladimir
- 1233–1235 Johannes Teutonicus
- 1235–1271 Ponsa (Povša)
- 1272–1289 Roland OP
- um 1280 Andreas Ugrin OP
- 1289–1298 Toma de Szentmgocs
- 1298–1307 Nikola OSA
- 1308–1313 Grgur (Gregor von Troyes) OP
- 1314–1317 Benedikt Guiskard (Guiscardus, Guisciard)
- 1317 Benedikt OP
- 1317–1334 Petar I.
- 1336–1347 Lovro Lorandi
- 1348–1349 Ivan Boniohanes OFM
- 1350–1355 Peregrin Saksonac
- 1356–1375 Petar II. OP
- 1376–1381 Dominik OP (Dominicus)
- 1382–1385 Đuro (de Zala, Juraj)
- 1386–1408 Ivan II. Lisco OSB
  - 1388–1400 Joannes III.
  - 1387–1407 Ivan III. Mrnjavić
- 1410–1426 Benedikt II. OSB
- 1427–1428 Dionizije de Plcz (Dionysius de Jakac de Kusely)
- 1428–1443 Josip de Bezza
- 1444–1450 Rafael Herczog (de Zegoi)
- 1451–1452 Mihael (Michael)
- 1452–1456 Filip Gothali (Gotha)
- 1457–1463 Pavao de Chomystra OFM
- 1459–1484 Grgur II.
- 1465–1466 Demetrius Čupor
- 1466–1484 Benedikt III. Levey
- 1486–1488 Matija de Várda (Matthias von Várda)
- 1489–1490 Stjepan Crispo
- 1490–1493 Luka
- 1494–1502 Gabril Polgar OP (Polner, Polver, Polgar?)
- 1502–1524 Mihael II. Keserić (de „Chybarth“ (Gibarac?). Keserica (Kesserew)? auch Michael Chesulius de Cybat)
  - 1516– ? Donat „a Turre“, Franziskaner-Bischof von Smederevo und Gouverneur von Bosnien; er trug nicht den Titel der bosnischen Diözese
- 1524–1526 Juraj II. de Palina
  - 1533– ? Bernard Gentilis, Franziskaner-Bischof von Smederevo und Gouverneur von Bosnien
  - 1544–1545 Blaž Kovačić OFM, Franziskaner-Bischof von Smederevo und Gouverneur von Bosnien
  - 1560–1564 Toma Skorojević, Franziskaner-Bischof von Smederevo und Gouverneur von Bosnien
- 1573–1583 Antun Matković OFM
  - 1584–1588 Nikola Ugrinović, Franziskaner-Bischof von Smederevo und Gouverneur von Bosnien
  - 1588–1615 Franjo Baličević Erzbischof von Sofia und Gouverneur von Bosnien
- 1601–1623 Petar Zlojutrić Soljanin
- 1602–1603 Ljudevit Ujlaky
- 1605–1607 Franjo II. Erghelius
- 1610–1613 Ivan IV. Telegdi
- 1613–1621 Toma Balasfy
- 1615–1623 Anto Matić Požežanin
- 1621–1622 Stjepan Sennyey
  - 1623- ? Ladislav Deáky OFM, Bischof von Skradinski und Direktor der bosnischen Diözese
- 1625–1631 Ivan V. Posgay
  - 1625–1631 Toma IV. Ivković OFM, Bischof von Drivasta und Apostolischer Vikar der Diözese des bosnischen Königreiches
- 1631–1635 Ivan VI. Tonko Mrnjavić
- 1634–1639 Jeronim Lučić, Bischof von Drivasta und Apostolischer Vikar der Diözese des bosnischen Königreiches
- 1639–1644 Toma V. Mrnjavić OFM, Bischof von Belgrad
- 1645–1660 Marijan II. Maravić, Bischof von Skradinski und Gouverneur von Bosnien
- 1647–1648 Marin Ibrišimović OFM, Bischof von Belgrad, Direktor der Diözese in Ungarn
- 1648–1650 Pavao Posilović, Bischof von Belgrad und Gouverneur von Bosnien
- 1651–1660 Mato Benlić OFM, Bischof von Belgrad, Direktor der Diözese in Ungarn
- 1669–1701 Nikola Ogramić (Nicolaus Plumbensis)
- 1703- ? Petar III. Stanko Crnković (de Lach)
- 1703–1716 Đuro Patačić (Georgius III. Patachich de Zajezda)
- 1716–1749 Petar Bakić (Petrus Bakich de Lach)
- 1749–1751 Franjo Thauzy (Franciscus II. Thauszy)
- 1751–1773 Josip Antun Čolnić (Josephus Antonius Chiolnich)

Das Bistum wird mit dem Bistum Syrmien (Đakovo) zum Bistum Đakovo und Syrmien vereinigt
- Matteo Francesco Kertiza (1773–?)
- Anton Mandic (1806–1815)
- Emeric Karol Raffay (1816–1830)
- Giuseppe de Kukovich (1834–?)
- Josip Juraj Strossmayer (1849–1905)
- Ivan Krapac (1910–1916)
- Antun Akšmović (1920–1942)[4]
- Stjepan Bäuerlein (1959–1973)
- Ćiril Kos (1974–1997)
- Marin Srakić (1997–2008),

2008 wurde das Bistum Syrmien abgespalten und das Bistum zum Erzbistum von Đakovo-Osijek erhoben (Suffraganbistümer: Požega und Syrmien)
- Marin Srakić (2008–2013)
- Djuro Hranić (seit 2013)

erneuertes Bistum Syrmien
- Djuro Gašparović (seit 2008)